# Utile lordo di stalla
Utile lordo di stalla (U.L.S.), negli allevamenti di bovine da latte con rimonta interna (i nuovi animali inseriti nel processo produttivo provengono dall'azienda stessa) e con allevamento ormai a regime, cioè quando la mandria ha raggiunto una routine produttiva consolidata, l'U.L.S. rappresenta in pratica gli animali venduti; è la stima della carne prodotta nell'anno ed è dato dalla differenza tra rimanenze finali + le vendite meno gli acquisti.